# تلمبه محمود و علی فرح پور
تلمبه محمود و علی فرح‌پور یک منطقهٔ مسکونی در ایران است که در دهستان درزوسایبان واقع شده‌است.